# ژرمن‌تاون (اوهایو)
ژرمن‌تاوون(به انگلیسی: Germantown) شهری در ایالت اوهایو کشور ایالات متحده آمریکا است که جمعیت آن در سرشماری سال ۲۰۱۰ میلادی، ۶٬۲۱۵ نفر بوده‌است.